# Kluwenklokje
Het kluwenklokje (Campanula glomerata) is een vaste plant uit de klokjesfamilie (Campanulaceae). Het kluwenklokje staat op de Nederlandse Rode Lijst van planten als zeer zeldzaam en sterk afgenomen. Deze plant is in Nederland wettelijk beschermd door de Wet Natuurbescherming. Het is een grijsviltig behaarde plant die 30 tot 60 centimeter hoog wordt. De soort wordt als tuinplant gekweekt, maar groeit ook in het wild. In het wild is de soort te vinden op grazige plekken in bermen en bij rivierdijken. Als tuinplant is het kluwenklokje meestal in alle onderdelen groter dan de wilde vorm.

## Botanischebeschrijving

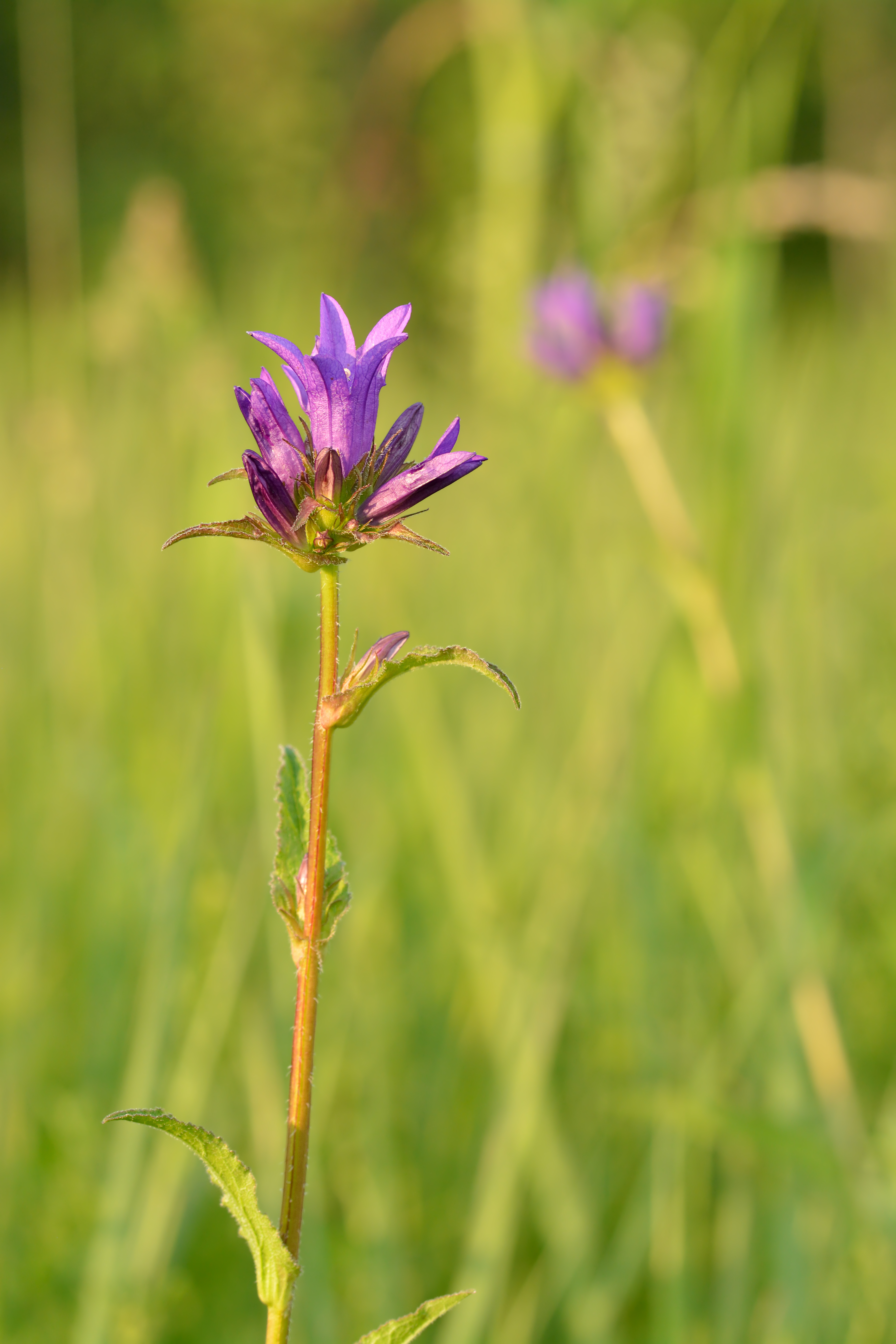

De onderste bladeren zijn eirond tot langwerpig en gesteeld. De bovenste bladeren zijn stengelomvattend of zittend en zijn eirond of lancetvormig.
Het kluwenklokje heeft zittende bloemen, waarvan de bloemkroon blauwpaars is. Gekweekt komt de soort ook voor met dubbele bloemen. De kelkslippen zijn lancetvormig en spits.
De bloeitijd is van juni tot oktober.
Zoals bij de hele klokjesfamilie draagt deze soort doosvruchten. Ze springen open en hebben gaatjes aan de voet.

## Ecologie
Het kluwenklokje is waardplant voor de boksbaardvlinder (Amphipyra tragopoginis), de zwartvlekdwergspanner (Eupithecia centaureata) en de klokjesdwergspanner (Eupithecia denotata).